# 蒂尔哈尔
蒂尔哈尔（Tilhar），是印度北方邦Shahjahanpur县的一个城镇。总人口52909（2001年）。

## 人口
该地2001年总人口52909人，其中男性27667人，女性25242人；0—6岁人口9245人，其中男4705人，女4540人；识字率41.26%，其中男性为46.94%，女性为35.04%。